# Зігановка
Зіга́новка (рос. Зигановка, башк. Егән) — село у складі Ішимбайського району Башкортостану, Росія. Входить до складу Макаровської сільської ради.
Населення — 139 осіб (2010; 79 в 2002).
Національний склад:
- росіяни — 93%